# Premier triumvirat
Cet article concerne la Rome antique. Pour l'organe exécutif argentin, voir Premier triumvirat (Argentine).

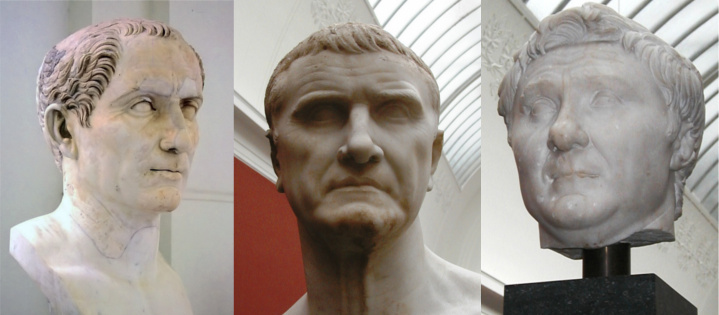
Bustes de César, Crassus et Pompée.

Le premier triumvirat est une alliance politique privée de la fin de la République romaine rassemblant Jules César (Caius Iulius Caesar), Crassus (Marcus Licinius Crassus) et Pompée le Grand (Cnaeus Pompeius Magnus) entre 60 et 53 av. J.-C.

## Les protagonistes
En 70 av. J.-C., sont élus consuls Crassus, populaire par sa victoire sur Spartacus et ses esclaves (71 av. J.-C.) et Pompée, qui a éliminé Sertorius en Hispanie. 
Jules César s'est signalé comme avocat audacieux en attaquant en justice un consul à sa sortie d'exercice. César et Crassus se placent politiquement du côté des populares, opposants à l'aristocratie sénatoriale conservatrice, et démagogues ambitieux, tandis que Pompée s'appuie d'abord sur les optimates mais change pour aller vers les populares. Plus tard, en 52 av. J.-C, il reviendra chez les optimates.
Pompée se couvre de gloire dans ses campagnes contre les pirates ciliciens et contre Mithridate VI entre 67 et 63 av. J.-C., tandis que César se fait élire en 63 au titre de pontifex maximus par une campagne financée par Crassus.

## Une alliance privée
Ce n'est pas un « triumvirat officiel », mais bien une alliance privée conclue entre ces trois ambitieux en 60 av. J.-C., secrètement, car l'échec de la conjuration de Catilina en 63 av. J.-C. est récent. Leur accord, valable pour cinq ans, a pour premier objectif l'élection de Jules César au consulat de 59 av. J.-C., objectif réussi grâce, de nouveau, à la campagne électorale financée par Crassus. 
Après son consulat, César obtient le proconsulat en Gaule narbonnaise, Gaule cisalpine et Illyrie. Il entame aussitôt la conquête de la Gaule chevelue.
En 56 av. J.-C., l'accord est renouvelé à Lucques en Gaule cisalpine (accords de Lucques), car Jules César ne peut quitter le territoire dont il a l'administration sans risquer d'être mis en accusation par ses adversaires politiques. Cette fois les objectifs convenus sont l'élection de Pompée et Crassus à un second consulat, et la prolongation du mandat de César pour la Gaule. Soutenus par les partisans de César, Pompée et Crassus sont élus pour l'année 55 av. J.-C., et font voter la prolongation du mandat de César jusqu'en 50 av. J.-C. À la fin de leur magistrature, chacun reçoit un proconsulat : Crassus en Syrie, Pompée en Hispanie.

## Fin du triumvirat
En 53 av. J.-C., Crassus est battu et tué par les Parthes, lors de la bataille de Carrhes. De plus, Julia, fille de César et femme de Pompée, est morte, ce qui a rompu l'un des liens unissant ces deux hommes. Malgré la demande de César d'une nouvelle union, Pompée refuse. Une certaine anarchie s'installe à Rome. Pendant sept mois, les consuls ne peuvent être élus. Finalement, en 52 avant J.-C Pompée est élu seul au consulat. Cette mesure visait à rétablir l'ordre. Très vite, le sénat lui donne beaucoup de pouvoir. Ces événements coïncident avec le passage de Pompée des populares au optimates. César et Pompée se brouillent alors pour le pouvoir : en 50 av. J.-C., César en fin de proconsulat refuse de libérer ses légions, tandis que les partisans de Pompée font obstacle à sa candidature à un second consulat pour 49 av. J.-C. César entame alors une campagne contre Pompée pour prendre le pouvoir. Il le vainc à Pharsale en 48 av. J.-C. Pompée fuit vers l'Égypte où il est assassiné avant l'arrivée de César. César est nommé dictateur mais il est assassiné le 15 mars 44 av. J.-C., œuvre d'une conjuration menée par Marcus Junius Brutus.

## Traitement historique
Ce triumvirat entre Pompée, César et Crassus, est purement privé. Il a vocation à rester secret, et n'est pas reconnu officiellement par le Sénat. Les historiens l'ont nommé « premier triumvirat » à la suite du second triumvirat de 43 av. J.-C., entre Marc Antoine, Octave et Lépide, qui est au contraire un « triumvirat constituant », reconnu par le Sénat comme magistrature nouvelle (comme l'était par exemple la dictature constituante de Sylla).